# Ruellia parva
Ruellia parva är en akantusväxtart som först beskrevs av Christian Gottfried Daniel Nees von Esenbeck, och fick sitt nu gällande namn av William Botting Hemsley. Ruellia parva ingår i släktet Ruellia och familjen akantusväxter. Inga underarter finns listade i Catalogue of Life.